# Eduardo Bueno
Eduardo Romulo Bueno OMC (Porto Alegre, 30 de maio de 1958), também conhecido como Peninha, é um jornalista, escritor, tradutor, youtuber brasileiro, foi filiado ao Partido dos Trabalhadores.
Bueno iniciou a vida profissional aos dezessete anos, como repórter no jornal gaúcho Zero Hora, onde ganhou o apelido de "Peninha", mesmo nome do personagem da Walt Disney Productions que trabalha no jornal A Patada. Atuou como editor, roteirista, tradutor, e trabalhou em diversos veículos de comunicação. Formou-se em jornalismo pela Universidade Federal do Rio Grande do Sul (UFRGS). Ficou conhecido do público jovem gaúcho pela sua participação no programa "Pra Começo de Conversa", da TV Educativa de Porto Alegre. Em 1988, teve também um quadro em outro programa daquela emissora educativa gaúcha, no horário do almoço, ao lado de Maria do Carmo Bueno, Zé Pedro Goulart, Cândido Norberto e outros. Também integrou a equipe do jornalista paulista Augusto Nunes no jornal Zero Hora. Atualmente comanda o canal "Buenas Ideias" no YouTube, que narra a história do Brasil de forma descontraída.

## Biografia

### Literatura
Ficou conhecido nacionalmente por traduzir "On the Road", de Jack Kerouac, um clássico da cultura beatnik da década de 1950, que traduziu para o português como "Pé na Estrada". À época (sua tradução é da década de 1980), não apenas aderiu ao movimento, como também se tornou um de seus maiores divulgadores no país.[carece de fontes?]
Aproveitando o contexto de preparação das comemorações pelos quinhentos anos do descobrimento do Brasil, fechou contrato com a Editora Objetiva para a redação de quatro livros sobre História do Brasil voltada para leigos, a Coleção Brasilis:
1. A Viagem do Descobrimento (1998);
2. Náufragos, Traficantes e Degredados (1998);
3. Capitães do Brasil (1999);
4. A Coroa, a Cruz e a Espada (2006).

Apenas a vendagem dos três primeiros títulos alcançou 500 mil exemplares até 2006. Nesse período, o autor lançou outras doze obras de cunho histórico, entre as quais sobre a Caixa Econômica Federal ("Caixa: Uma História Brasileira"), a Agência Nacional de Vigilância Sanitária ("À Sua Saúde — A Vigilância Sanitária na História do Brasil"), o Grêmio Foot-Ball Porto Alegrense ("Grêmio: Nada Pode Ser Maior"), a Avenida Central ("Avenida Rio Branco"), a Kimberly & Clark ("Passado a Limpo"), a Confederação Nacional da Indústria ("Produto Nacional") e os Mamonas Assassinas ("Mamonas Assassinas - Blá, Blá, Blá: a Biografia Autorizada"), além de ter participado de um projeto sobre a biografia de Bob Dylan (artista pelo qual nutre uma admiração intensa). Em 2023, como parte das comemorações do aniversário de 80 anos do Zé Carioca, colaborou com a graphic novel Zé Carioca conta a história do Brasil publicada pela editora Culturama.
O autor considera, ainda, que há espaço para outras obras e afirma ter desejo de escrever ainda sobre o período pré-Cabralino, sobre os bandeirantes e sobre o Brasil Holandês.

### TV, rádio e YouTube
Entre setembro e novembro de 2007, apresentou a série "É muita história" durante o programa Fantástico da Rede Globo de televisão. Em cada episódio, de cerca de dez minutos, Eduardo Bueno aparecia trajado como um dos personagens reais que havia participado do assunto em pauta e ia para as ruas conversar com o público. No episódio de estreia, Um Dia de Fúria, que tratou do famoso grito de “Independência ou morte” bradado às margens do Rio Ipiranga, o escritor se vestiu como Dom Pedro I e conversou com caminhoneiros que faziam o mesmo trajeto percorrido pelo príncipe no dia 7 de setembro.

## JornalistaversusHistoriador
Embora suas obras sejam utilizadas no cotidiano das salas de aula brasileiras e Bueno seja por vezes confundido com um historiador, sua formação acadêmica e experiência profissional são na área de jornalismo, o que lhe rende críticas por parte de alguns historiadores, que avaliam seus livros como superficiais e presos ao campo das curiosidades históricas, prejudicando a publicação de trabalhos mais rigorosos do campo historiográfico.
Perguntado sobre essa questão por Laurentino Gomes, Eduardo respondeu:

Acho que cada vez mais essa vem se tornando uma discussão desnecessária e tola. No caso particular dos meus livros, coincidentemente ou não, aqueles que perceberam de imediato o significado e o propósito do meu trabalho, foram justamente os historiadores que sempre admirei e cuja opinião me interessava. Eles instantaneamente identificaram a óbvia diferença entre uma obra de divulgação; que é o que eu faço; e uma investigação historiográfica; que é o que possibilita o meu trabalho. Desde o início, creio ter obtido a compreensão e o respeito de profissionais renomados, todos eles grandes investigadores historiográficos,  entre os quais posso citar Nicolau Sevcenko, Max Justo Guedes, Joaquim Romero Magalhães, Lilia Schwarcz e, é claro, a minha querida amiga Mary Del Priore. Mas o fato é que, a seguir, para minha surpresa e enorme orgulho, acabei recebendo elogios  também de Eric Hobsbawm e Kenneth Maxwell. Acho que está de bom tamanho, não? Creio que isso enfraquece — virtualmente pulveriza — a opinião retrógrada de alguns historiadores de menor tirocínio que continuam achando que jornalistas não devem, não sabem ou não "podem" escrever sobre história.